# Mia Kirshner
Mia Kirshner (n. 25 ianuarie 1975, Toronto, Ontario, Canada) este o actriță, scriitoare și activistă canadiană. Ea este cunoscută pentru roluri din filme și seriale ca: Încă un film despre adolescenți?! (2001), Cuvântul L (2004-2009) și 24 de ore (2001-2005).

## Viața
Mia Kirshner s-a născut în Toronto, Canada, și este fiica lui Etti și Sheldon Kirshner, un jurnalist care a scris pentru Știrea canadiană evreiască. Mia este nepoata supraviețuitorilor al Holocaustului, tatăl ei s-a născut într-o tabără de persoane strămutate în Germania în anul 1946 și s-a întâlnit cu mama lui Kirshner, un refugiat evreu bulgar, după ce au scăpat în Israel. Bunicii paterni ai lui Kirshner erau evrei din Polonia.  Kirshner a urmat Forest Hill Collegiate Institute, dar a absolvit ulterior Jarvis Collegiate Institute și a studiat literatura rusă și industria filmului din secolul al XX-lea la McGill University.

## În cultura populară
Kirshner a fost clasat pe locul #43 pe Hot 100 Women of 2002. Ea și Beverly Polcyn au fost nominalizate pentru cel mai bun sărut  2002 MTV Movie Awards pentru Not Another Teen Movie (ro. Încă un film despre adolescenți?).

## Filmografie
Film
| An   | Titlu                       | Personaj           |
| ---- | --------------------------- | ------------------ |
| 1993 | Love and Human Remains      | Benita             |
| 1993 | Cadillac Girls              | Page               |
| 1994 | Exotica                     | Christina          |
| 1995 | Murder in the First         | Rosetta Young      |
| 1995 | The Grass Harp              | Maude Riordan      |
| 1996 | The Crow: City of Angels    | Sarah              |
| 1997 | Anna Karenina               | Kitty              |
| 1997 | Mad City                    | Laurie Callahan    |
| 1999 | Speed of Life               | Sarah              |
| 1999 | Out of the Cold             | Deborah Berkowitz  |
| 2000 | James Draminski             | James Draminski    |
| 2000 | Innocents                   | Dominique Denright |
| 2000 | Cowboys and Angels          | Candice            |
| 2001 | Century Hotel               | Dominique          |
| 2001 | According to Spencer        | Melora             |
| 2001 | Not Another Teen Movie      | Catherine Wyler    |
| 2002 | New Best Friend             | Alicia Campbell    |
| 2002 | Now & Forever               | Angela Wilson      |
| 2003 | Party Monster               | Natasha            |
| 2005 | The Iris Effect             | Rebecca            |
| 2006 | Black Dahlia                | Elizabeth Short    |
| 2008 | Miss Conception             | Clem               |
| 2010 | 30 Days of Night: Dark Days | Lilith             |
| 2011 | 388 Arletta Avenue          | Amy Walker         |
| 2012 | The Barrens                 | Cynthia Vineyard   |
| 2013 | I Think I Do                | Julia              |
| 2015 | Never Happened              | Laura              |
| 2016 | Milton's Secret             | Jane Adams         |
| 2017 | A Swinger's Weekend         | Fiona              |

Televiziune
| An        | Titlu                       | Personaj             |
| --------- | --------------------------- | -------------------- |
| 1989      | War of the Worlds           | Jo                   |
| 1990      | Danger Bay                  | Catherine Walker     |
| 1990–1991 | Dracula: The Series         | Sophie Metternich    |
| 1991      | E.N.G.                      | Risa Timerman        |
| 1991      | My Secret Identity          | Alana Porter         |
| 1991      | Tropical Heat               | Cathy Paige          |
| 1992      | Tropical Heat               | Sandy                |
| 1992      | Road to Avonlea             | Emily Everett-Smythe |
| 1992      | Are You Afraid of the Dark? | Pam / Dora Pease     |
| 1995      | Johnny's Girl               | Amy Ross             |
| 2001–2002 | Wolf Lake                   | Ruby Cates           |
| 2001–2005 | 24                          | Mandy                |
| 2004–2009 | The L Word                  | Jenny Schecter       |
| 2007      | They Come Back              | Faith Hardy          |
| 2009      | The Cleaner                 | April May            |
| 2009      | CSI: NY                     | Deborah Carter       |
| 2010–2011 | The Vampire Diaries         | Isobel Flemming      |
| 2012      | Kiss at Pine Lake           | Zoe McDowell         |
| 2013      | The Surrogacy Trap          | Christy Bennett      |
| 2013      | Graceland                   | Ashika Pearl         |
| 2013      | Lost Girl                   | Clio                 |
| 2013–2014 | Defiance                    | Kenya Rosewater      |
| 2015      | Bloodline                   | Woman                |
| 2016      | Real Detective              | Det. Mannina         |